# Mikorowo (gromada)
Mikorowo – dawna gromada, czyli najmniejsza jednostka podziału terytorialnego Polskiej Rzeczypospolitej Ludowej w latach 1954–1972.
Gromady, z gromadzkimi radami narodowymi (GRN) jako organami władzy najniższego stopnia na wsi, funkcjonowały od reformy reorganizującej administrację wiejską przeprowadzonej jesienią 1954 do momentu ich zniesienia z dniem 1 stycznia 1973, tym samym wypierając organizację gminną w latach 1954–1972.
Gromadę Mikorowo z siedzibą GRN w Mikorowie utworzono – jako jedną z 8759 gromad na obszarze Polski – w powiecie słupskim w woj. koszalińskim na mocy uchwały nr 43/54 WRN w Koszalinie z dnia 5 października 1954. W skład jednostki weszły obszary dotychczasowych gromad Mikorowo, Kozy, Karwno, Wargowo i Kotuszewo (bez miejscowości Święte, Perzyska i Lesiaki) ze zniesionej gminy Mikorowo w tymże powiecie. Dla gromady ustalono 13 członków gromadzkiej rady narodowej.
1 stycznia 1958 do gromady Mikorowo włączono wieś Warcimino ze zniesionej gromady Żychlin w tymże powiecie.
31 grudnia 1971 z gromady Mikorowo wyłączono wieś Warcimino, włączając ją do gromady Potęgowo w powiecie słupskim, po czym gromadę Mikorowo włączono do powiatu bytowskiego w tymże województwie, gdzie równocześnie została zniesiona, a jej (pozostały) obszar włączony do nowo utworzonej gromady Czarna Dąbrówka w powiecie bytowskim.